# El Menia
El Menia (em árabe: المنيعة), também El Ménéa, anteriormente conhecido como El Golea, é uma cidade e comuna localizada na província de Ghardaïa, Argélia. Segundo o censo de 2008, a população total da cidade era de 40 195 habitantes.